# Taurhynchus aurolineatus
Taurhynchus aurolineatus là một loài ruồi trong họ Asilidae. Taurhynchus aurolineatus được Macquart miêu tả năm 1846. Loài này phân bố ở vùng Tân nhiệt đới.